# Most nad Złotym Rogiem
Most nad Złotym Rogiem (ros. Мост через Золотой Рог – nazwa robocza, obecnie: Złoty Most, nazwa wyłoniona w wyniku internetowego głosowania) – most wantowy budowany w latach 2008–2012 w rosyjskim mieście Władywostok, mający pełnić funkcję przeprawy nad zatoką Złoty Róg.
Budowę rozpoczęto w lipcu 2008 roku. Na decyzję o rozpoczęciu budowy tegoż mostu, jak również Mostu Rosyjskiego, którego budowy zaczęły się niemal równolegle, wpływ miała również organizacja przez Rosję 24. Zjazdu APEC we wrześniu 2012 roku we Władywostoku. W skład budowanej przeprawy mostowej będzie wchodzić również około 250-metrowej długości tunel z 4 pasami ruchu w obu kierunkach. Uroczyste otwarcie mostu miało miejsce 11 sierpnia 2012 roku. Koszt budowy obiektu ocenia się na 19,8772 miliarda rubli.

Galeria postępów prac przy budowie mostu
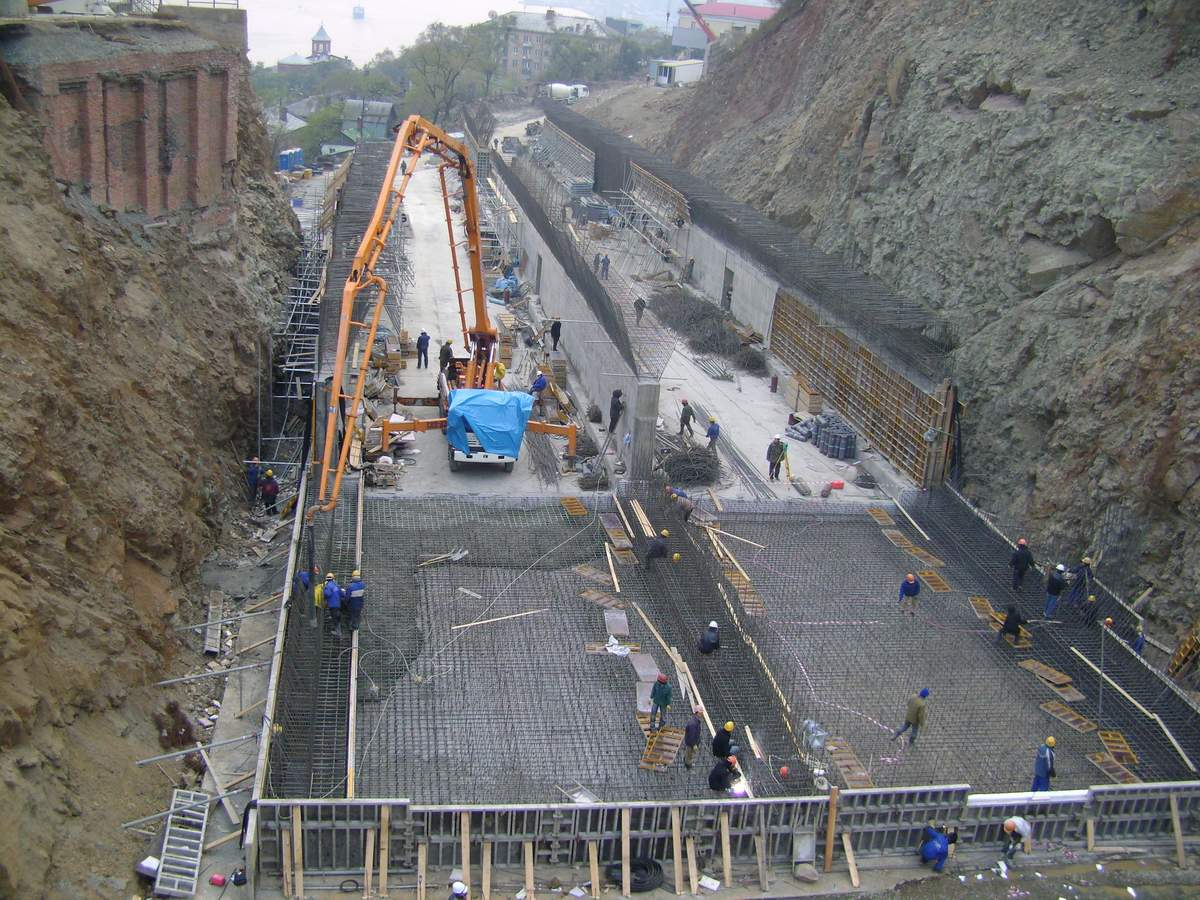
październik 2008
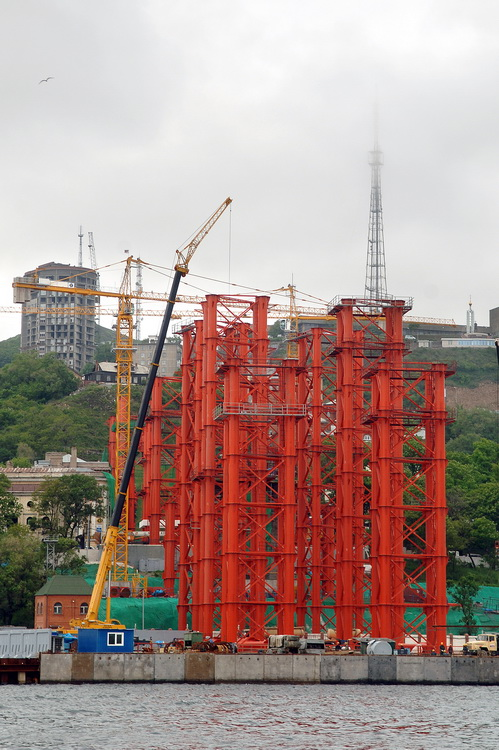
czerwiec 2009
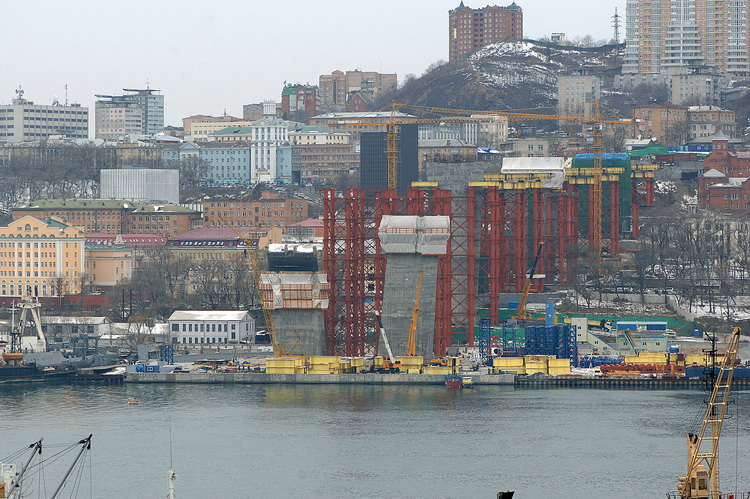
listopad 2009
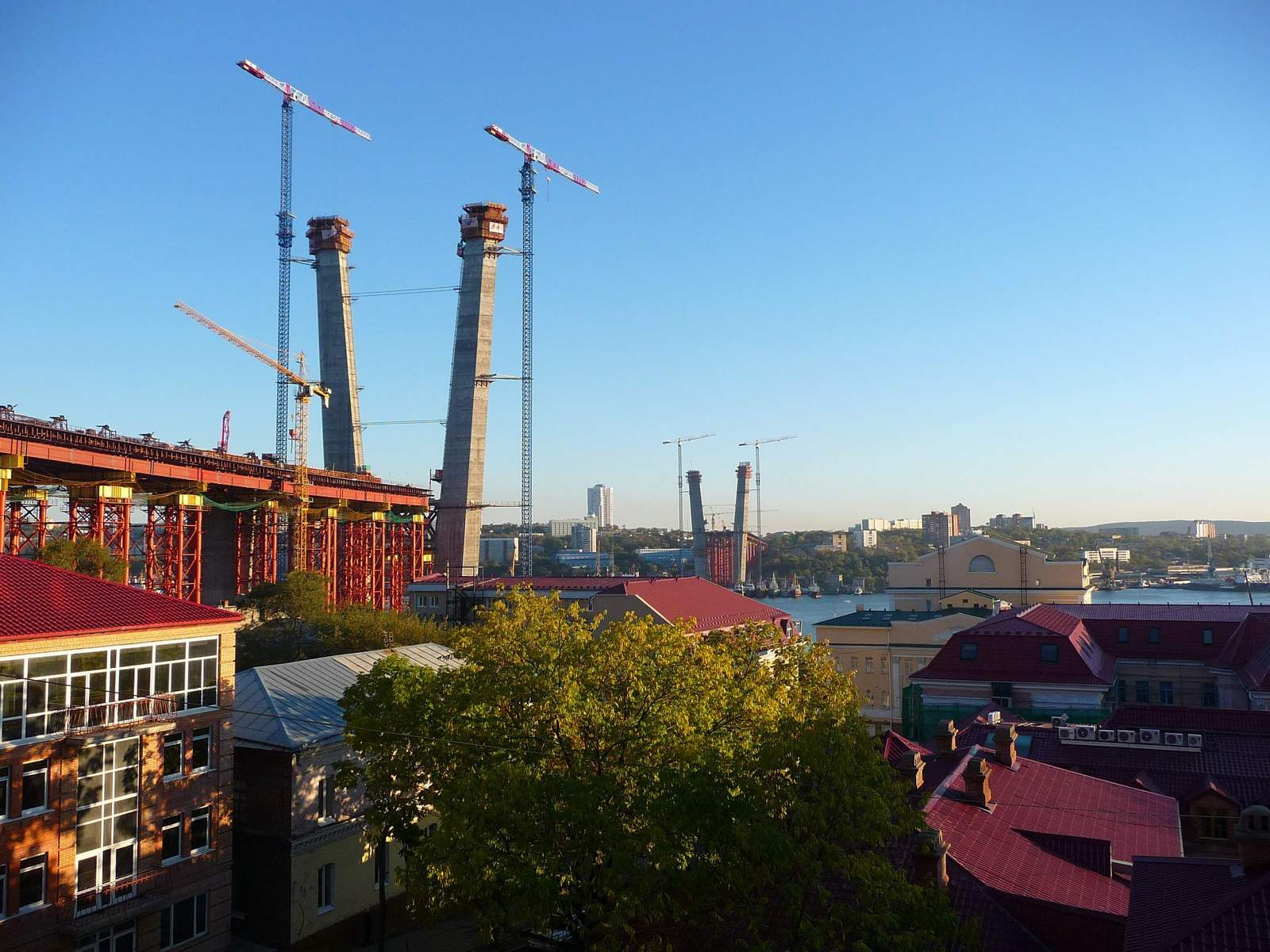
październik 2010
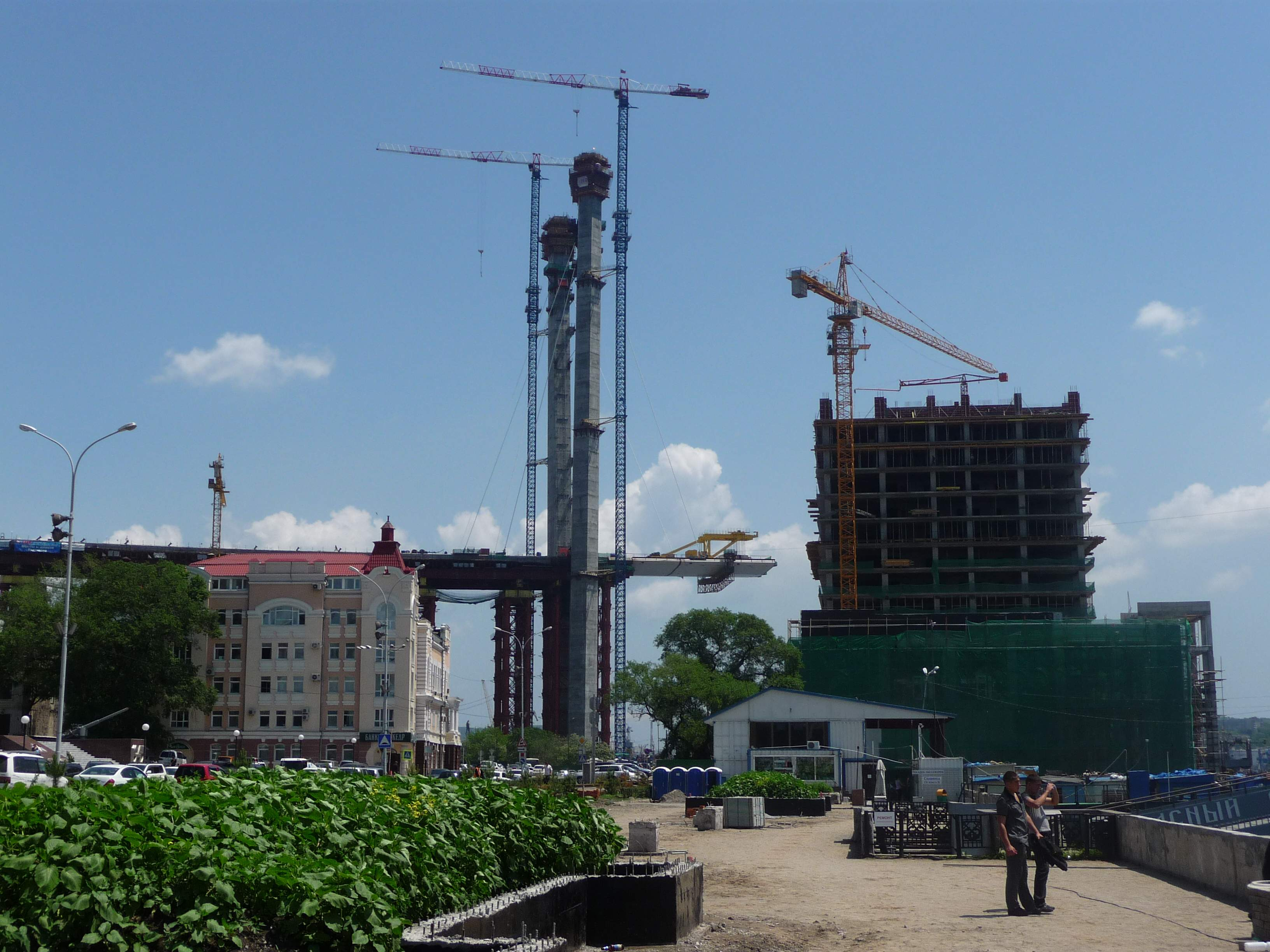
lipiec 2011
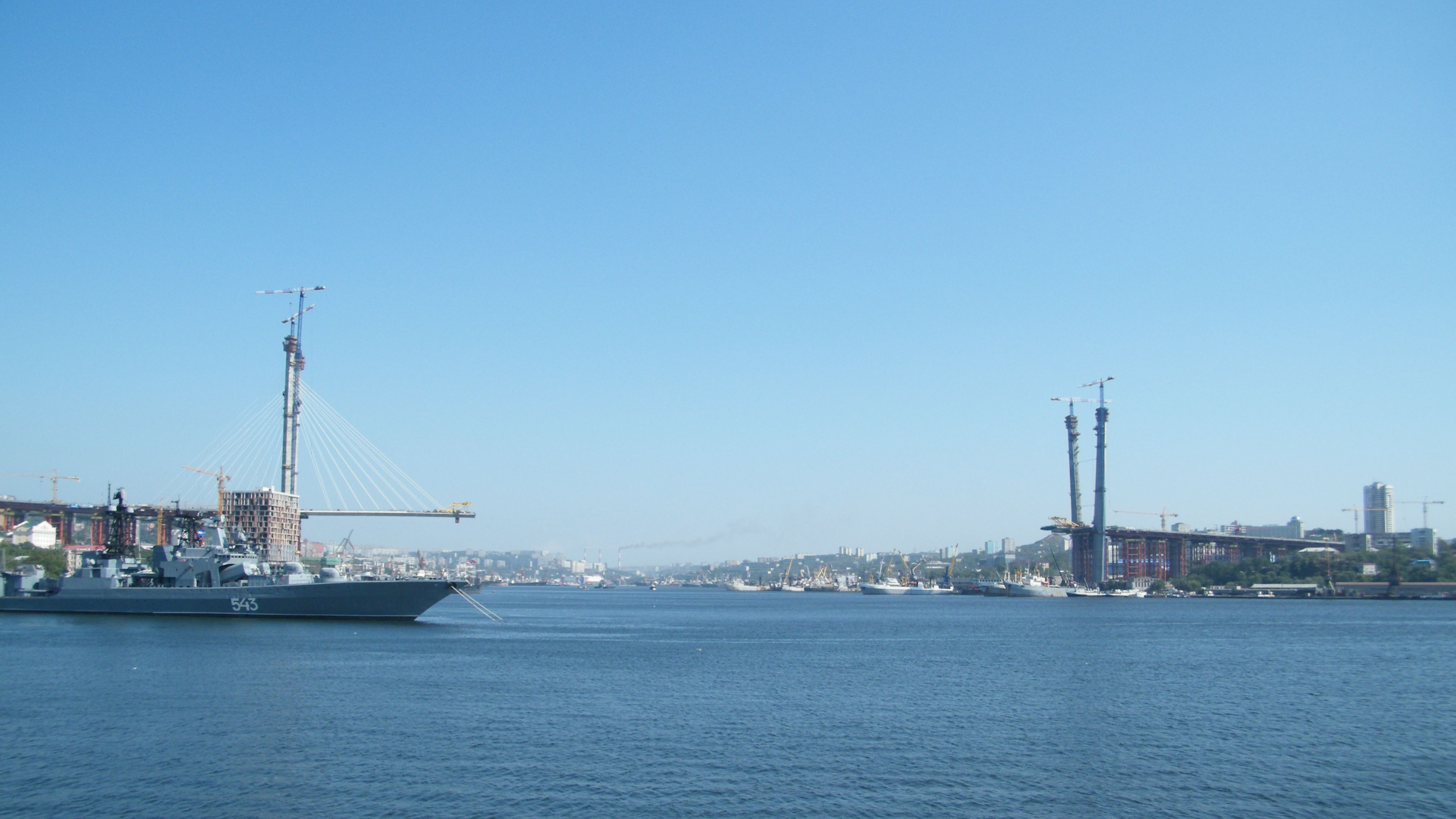
wrzesień 2011
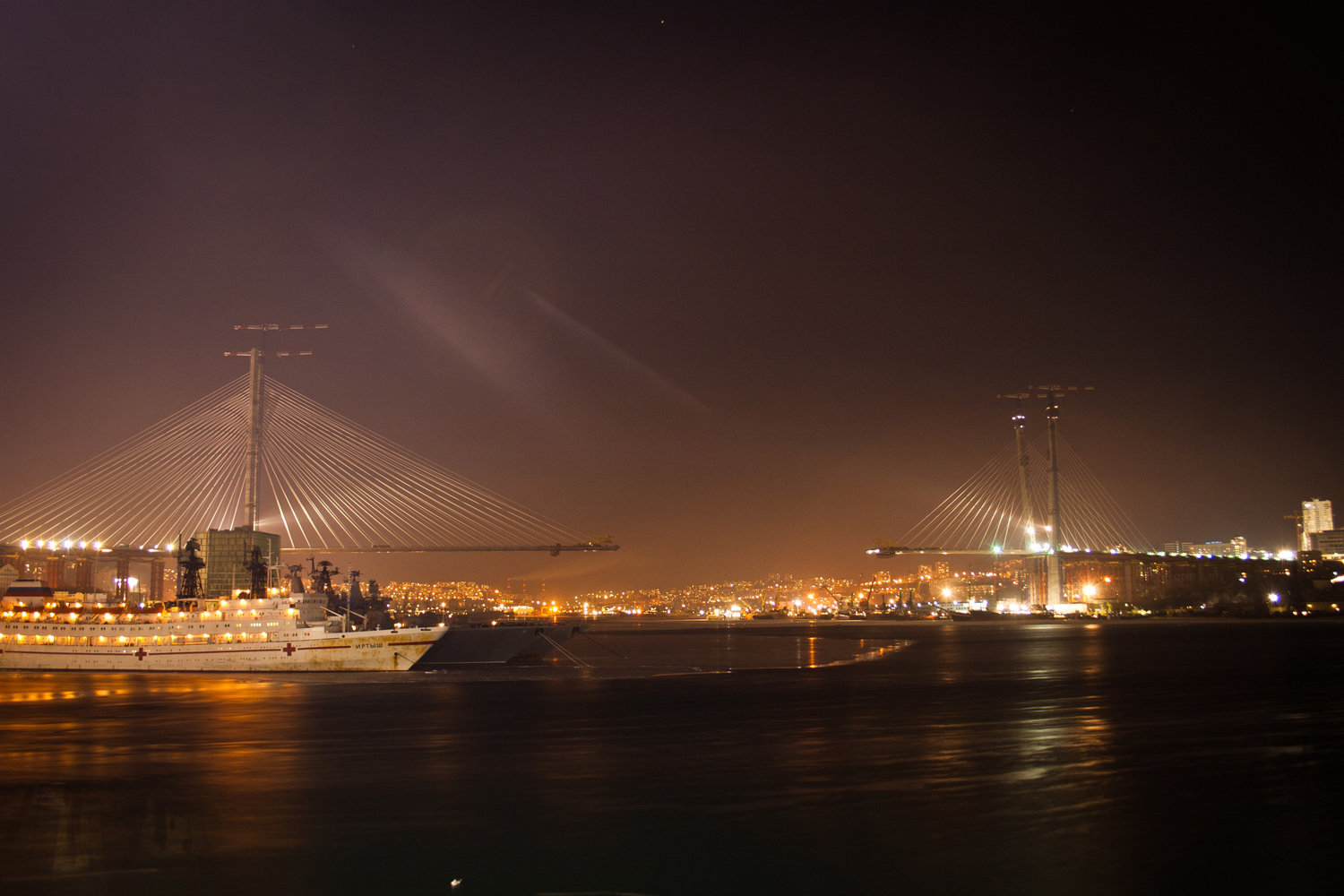
styczeń 2012
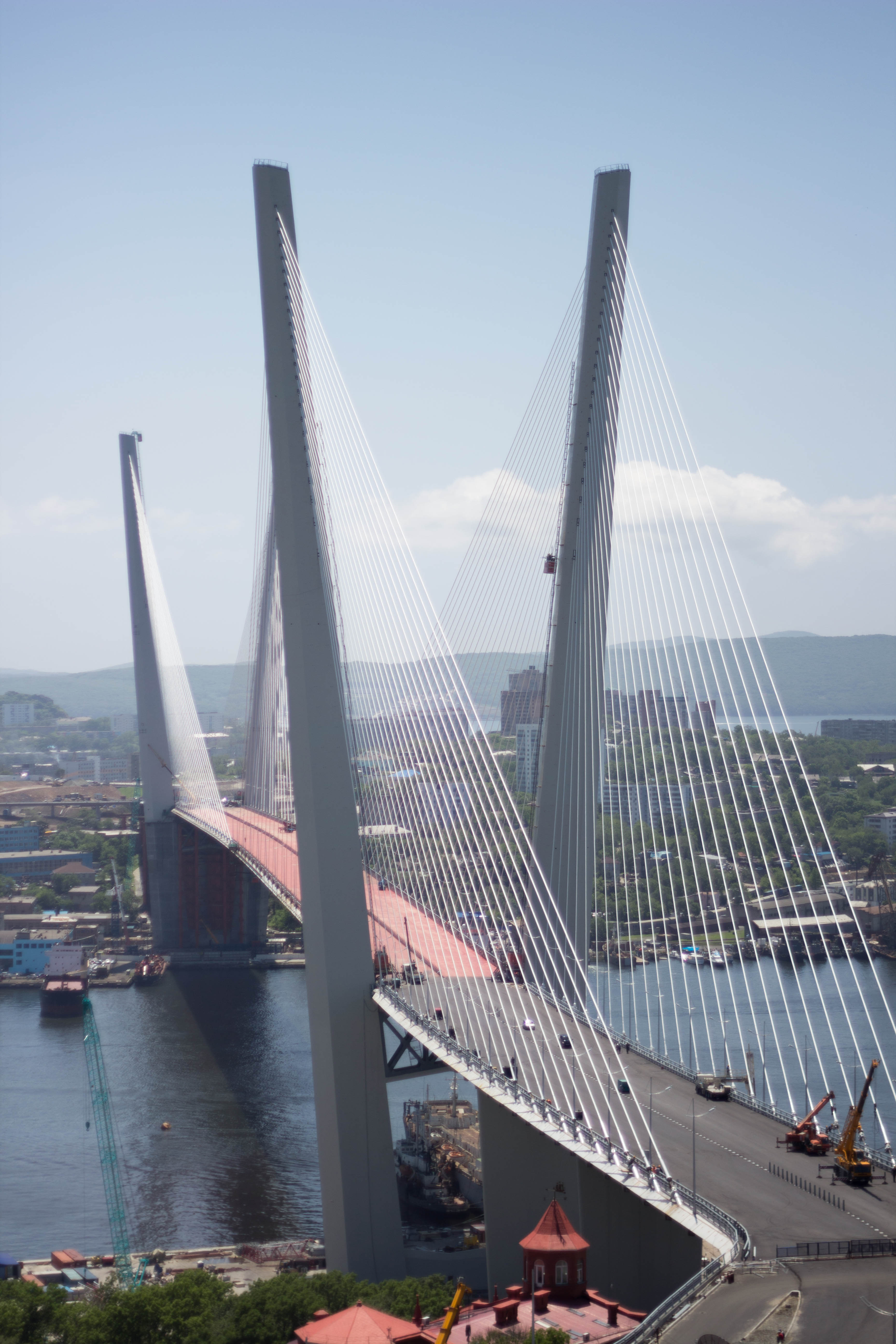
lipiec 2012